# کریس کایل
کریستوفر اسکات کایل (۱۹۷۴–۲ فوریه ۲۰۱۳) مشهور به اهریمن رمادی از اعضای یگان ویژه نیروی دریایی ایالات متحده آمریکا و مرگبارترین تک تیرانداز در تاریخ نظامی ایالات متحده با ۱۶۰ مورد کشتن نیروهای بعثی و نیروهای مقاومت تأیید شده (۲۵۵ مورد ادعا) است، اگرچه پنتاگون این اطلاعات را منتشر نکرده‌است. او در ۲ فوریه ۲۰۱۳ در تگزاس مورد اصابت گلوله قرار گرفت و کشته شد.
او در جریان جنگ دوم عراق چهار بار به این کشور اعزام شد و به‌دفعات مدال‌های ستاره نقره‌ای دریافت کرد. شورشیان عراق به او لقب «شیطان رمادی» دادند و برای سر او ۱۸۰.۰۰۰ دلار جایزه گذاشتند. او دو بار مورد اصابت گلوله و ۶ بار مورد حمله دستگاه انفجاری ابداعی قرار گرفت. او در سال ۲۰۰۹ از نیروی دریایی آمریکا جدا شد تا با خانواده‌اش زندگی کند ولی با نوشتن کتابی پرفروش از زندگی خود، در تیررس رسانه‌ها باقی‌ماند.
کریس کایل در گفتگویی بیان کرده بود دشمنان آمریکا انسان هستند: «وظیفه من کشتن انسان است و هیچ پشیمانی‌ای در این بابت ندارم. تنها ناراحتی من این است که می‌توانستم جان انسان‌های بی‌گناه بیشتری را نجات بدهم اما موفق به این کار نشدم. من آدم خامی نیستم و از دید رمانتیک و احساسی به جنگ نگاه نمی‌کنم. خاطرات بسیار ناراحت‌کننده‌ای از جنگ دارم اما بی‌وجدان نیستم.»
تک‌تیرانداز آمریکایی، خودشرح‌حال کریس کایل در سال ۲۰۱۲ منتشر شد و به کتابی پرفروش تبدیل شد.
در سال ۲۰۱۴، اقتباسی سینمایی از حسب حال کایل توسط کلینت ایستوود ساخته و منتشر شد.

## قتل

مجسمهٔ یادبود کریس کایل در ادسا

وی نهایتاً درحالی‌که در حال تمرین تیراندازی بود به ضرب گلوله توسط یک نظامی دیگر آمریکایی در شهرستان ایراث، تگزاس به قتل رسید. قاتل وی ۲۵ ساله و از تفنگداران سابق نیروی دریایی آمریکا بود که در دوران جنگ دچار آسیب‌های روانی شده بود.

## تک‌تیرانداز آمریکایی (فیلم)
فیلم هالیوودی تک‌تیرانداز آمریکایی که نقش او بر عهده بردلی کوپر بود از روی زندگی او ساخته شده‌است اگر چه منتقدان فیلم را به اغراق و بعضاً تحریف تاریخ متهم می‌کنند.

## نگارخانه

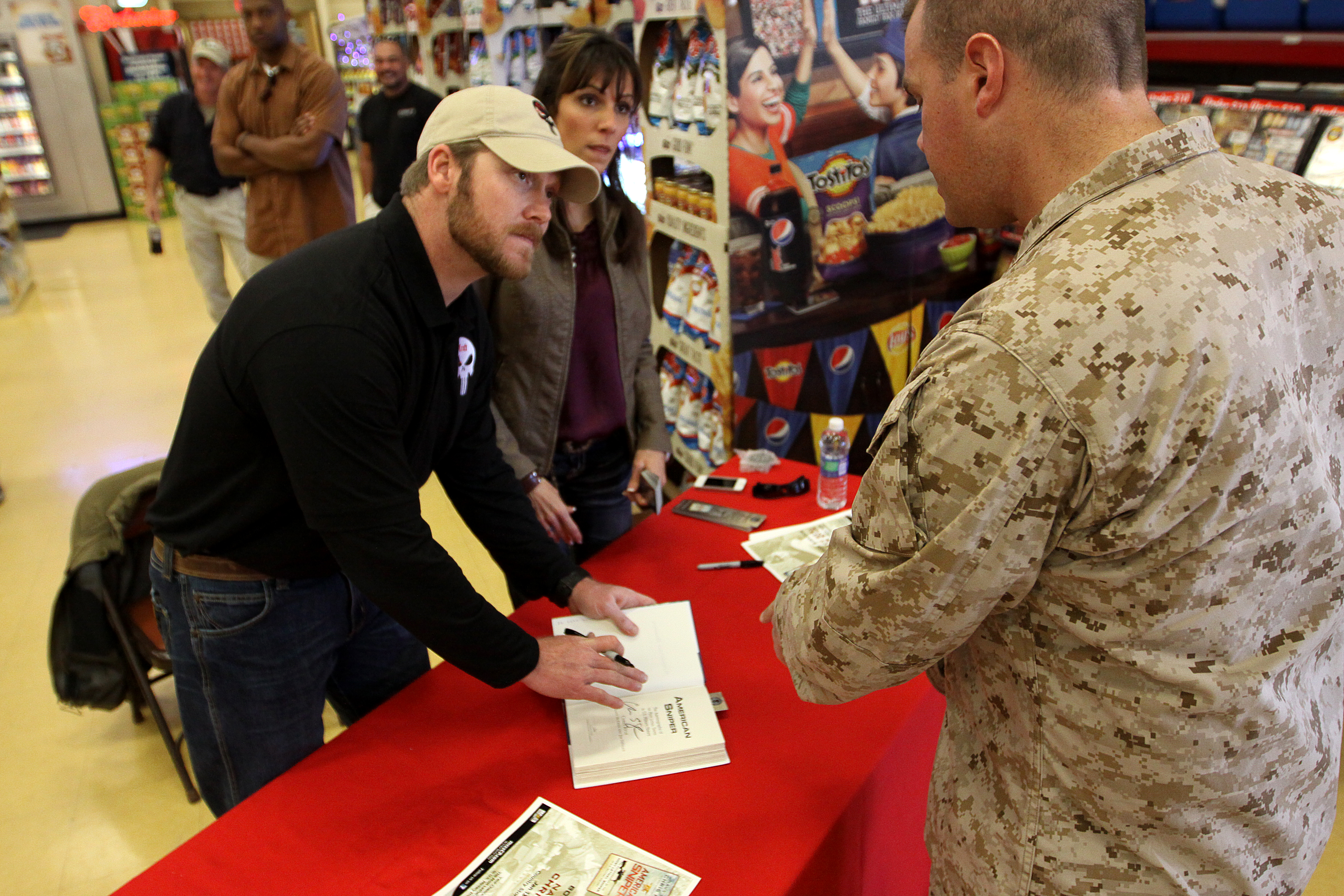
کریس کایل در کمپ پندلتون امریکا درحال امضاء کردن کتاب در سال ۲۰۱۲
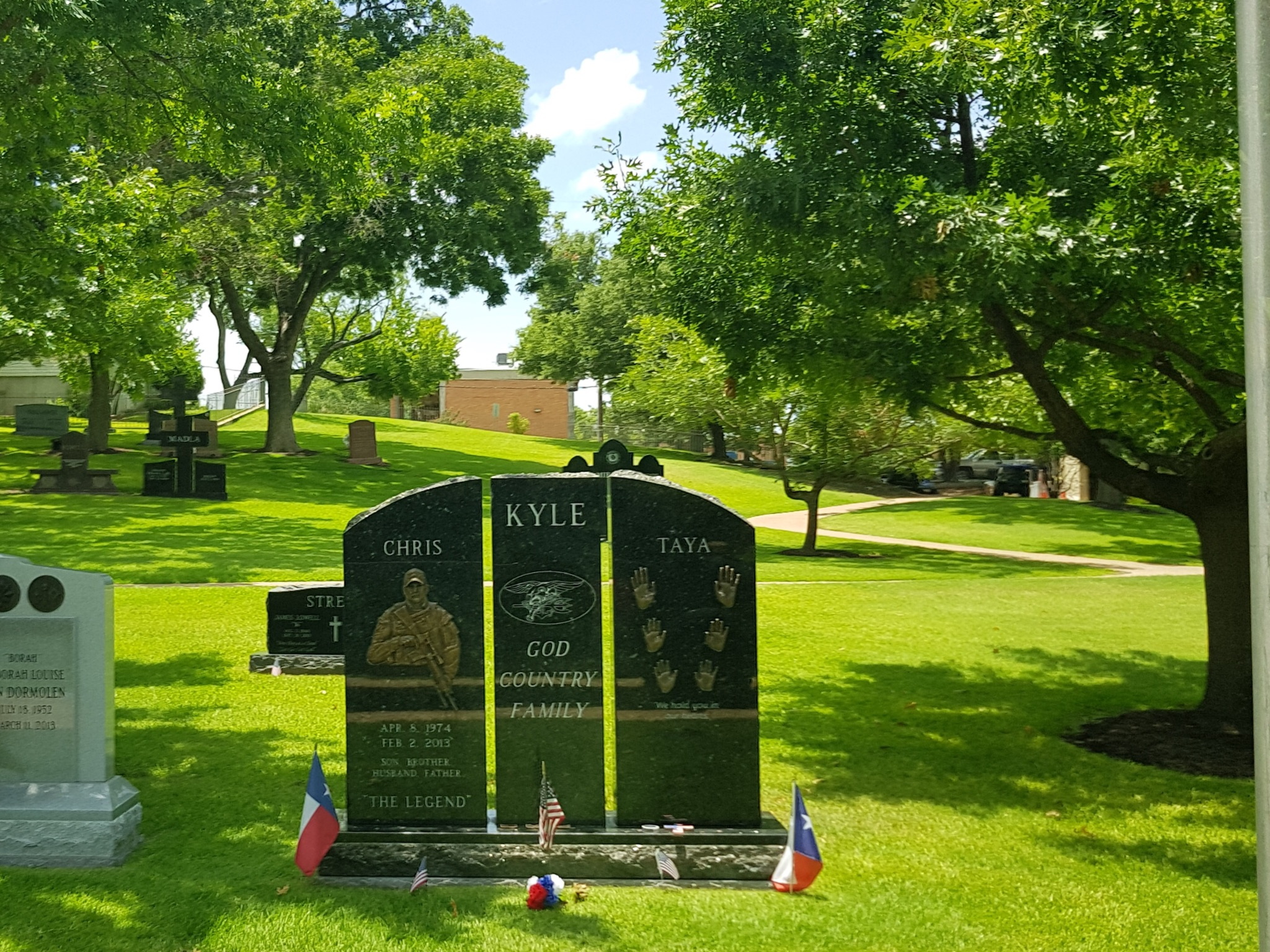
آرامگاه کریس کایل. بر روی سنگ آرامگاه وی به ترتیب واژه‌های «خدا، کشور، خانواده» نوشته شده‌است.